# Pieriewołoczje
Pieriewołoczje (ros. Переволочье) – wieś (ros. деревня, trb. dieriewnia) w zachodniej Rosji, centrum administracyjne osiedla wiejskiego Pieriewołoczskoje rejonu rudniańskiego w obwodzie smoleńskim.

## Geografia
Miejscowość położona jest nad rzeką Rutawiecz, przy drogach regionalnych 66N-1615 (66K-28 – Pieriewołoczje – Mikulino) i 66N-1629 (Pieriewołoczje / 66N-1615 – Samsoncy), 1,5 km od drogi regionalnej 66K-28 (Rudnia – Diemidow), 5,5 km od drogi federalnej R120 (Orzeł – Briańsk – Smoleńsk – Witebsk), 6 km od centrum administracyjnego rejonu (Rudnia), 65 km od Smoleńska.
W granicach miejscowości znajdują się ulice: Centralnaja, Centralnyj pierieułok, Koopieratiwnaja, Ługowaja, Mołodiożnaja, Szkolnaja.

## Demografia
W 2010 r. miejscowość liczyła sobie 274 mieszkańców.